# Tomentypnum falcifolium
Tomentypnum falcifolium là một loài Rêu trong họ Brachytheciaceae. Loài này được (Renauld ex Nichols) Tuom. miêu tả khoa học đầu tiên năm 1967.